# Violet Elliot-Murray-Kynynmound
Violet Mary Elliot-Murray-Kynynmound, viscontessa Astor (28 maggio 1889 – Pégomas, 3 gennaio 1965), è stata una nobildonna inglese.

## Biografia
Era la terza dei cinque figli di Gilbert Elliot-Murray-Kynynmound, IV conte di Minto, viceré e governatore generale d'India e governatore generale del Canada, e di sua moglie Mary Caroline Grey, una figlia del 
generale Charles Grey, secondo figlio maschio di Charles Grey, II conte Grey.

## Matrimoni

### Primo Matrimonio
Sposò, il 20 gennaio 1909, Lord Charles Petty-Fitzmaurice (14 febbraio 1874-30 ottobre 1914), figlio del Henry Petty-Fitzmaurice, V marchese di Lansdowne. Ebbero due figli:
- Mary Margaret Elizabeth Petty-Fitzmaurice (6 febbraio 1910-4 marzo 2003), sposò Ririd Myddelton, ebbero tre figli;
- George Petty-Fitzmaurice, VIII marchese di Lansdowne (27 novembre 1912-25 agosto 1997).

Suo marito è stato ucciso in azione il 30 ottobre 1914 mentre combatteva nella prima guerra mondiale.

### Secondo Matrimonio
Sposò, il 28 agosto 1916, John Jacob Astor (20 maggio 1886-19 luglio 1971), figlio minore di William Astor, I visconte Astor. Ebbero tre figli:
- Gavin Astor, II barone Astor (1 giugno 1918-28 giugno 1984);
- Hugh Waldorf Astor (20 novembre 1920-7 giugno 1999), sposò Emily Lucy Kinloch, ebbero cinque figli;
- John Astor (26 settembre 1923-27 dicembre 1987), sposò Diana Kathleen Drummond, ebbero tre figli.

## Morte
Morì il 3 gennaio 1965 nella sua villa a Pégomas, nei pressi di Grasse.

## Ascendenza
|                                                      |                             |                               | Genitori                            |  |  | Nonni |  |  | Bisnonni                                            |  |  | Trisnonni                                          |  |
|                                                      |                             |                               |                                     |  |  |       |  |  | Gilbert Elliot-Murray-Kynynmound, II conte di Minto |  |  | Gilbert Elliot-Murray-Kynynmound, I conte di Minto |  |
|                                                      |                             |                               |                                     |  |  |       |  |  | Gilbert Elliot-Murray-Kynynmound, II conte di Minto |  |  | Gilbert Elliot-Murray-Kynynmound, I conte di Minto |  |
|                                                      |                             | Anna Maria Amyand             |                                     |  |  |       |  |  | Gilbert Elliot-Murray-Kynynmound, II conte di Minto |  |  |                                                    |  |
| William Elliot-Murray-Kynynmound, III conte di Minto |                             |                               |                                     |  |  |       |  |  | Gilbert Elliot-Murray-Kynynmound, II conte di Minto |  |  |                                                    |  |
|                                                      |                             | Mary Brydone                  | Patrick Brydone                     |  |  |       |  |  |                                                     |  |  |                                                    |  |
|                                                      |                             | Mary Brydone                  | Patrick Brydone                     |  |  |       |  |  |                                                     |  |  |                                                    |  |
|                                                      |                             | Mary Brydone                  | Mary Robertson                      |  |  |       |  |  |                                                     |  |  |                                                    |  |
| Gilbert Elliot-Murray-Kynynmound, IV conte di Minto  |                             | Mary Brydone                  |                                     |  |  |       |  |  |                                                     |  |  |                                                    |  |
|                                                      |                             | Thomas Hislop, I baronetto    | William Hislop                      |  |  |       |  |  |                                                     |  |  |                                                    |  |
|                                                      |                             | Thomas Hislop, I baronetto    | William Hislop                      |  |  |       |  |  |                                                     |  |  |                                                    |  |
|                                                      |                             | Thomas Hislop, I baronetto    | …                                   |  |  |       |  |  |                                                     |  |  |                                                    |  |
| Emma Hislop                                          |                             | Thomas Hislop, I baronetto    |                                     |  |  |       |  |  |                                                     |  |  |                                                    |  |
|                                                      |                             | Emma Elliot                   | Hugh Elliot                         |  |  |       |  |  |                                                     |  |  |                                                    |  |
|                                                      |                             | Emma Elliot                   | Hugh Elliot                         |  |  |       |  |  |                                                     |  |  |                                                    |  |
|                                                      |                             | Emma Elliot                   | Margaret Jones                      |  |  |       |  |  |                                                     |  |  |                                                    |  |
| Violet Elliot-Murray-Kynynmound                      |                             | Emma Elliot                   |                                     |  |  |       |  |  |                                                     |  |  |                                                    |  |
|                                                      | Charles Grey, II conte Grey | Charles Grey, I conte Grey    |                                     |  |  |       |  |  |                                                     |  |  |                                                    |  |
|                                                      | Charles Grey, II conte Grey | Charles Grey, I conte Grey    |                                     |  |  |       |  |  |                                                     |  |  |                                                    |  |
|                                                      | Charles Grey, II conte Grey | Elizabeth Grey                |                                     |  |  |       |  |  |                                                     |  |  |                                                    |  |
| Charles Grey                                         | Charles Grey, II conte Grey |                               |                                     |  |  |       |  |  |                                                     |  |  |                                                    |  |
|                                                      |                             | Mary Elizabeth Ponsonby       | William Ponsonby, I barone Ponsonby |  |  |       |  |  |                                                     |  |  |                                                    |  |
|                                                      |                             | Mary Elizabeth Ponsonby       | William Ponsonby, I barone Ponsonby |  |  |       |  |  |                                                     |  |  |                                                    |  |
|                                                      |                             | Mary Elizabeth Ponsonby       | Louisa Molesworth                   |  |  |       |  |  |                                                     |  |  |                                                    |  |
| Mary Caroline Grey                                   |                             | Mary Elizabeth Ponsonby       |                                     |  |  |       |  |  |                                                     |  |  |                                                    |  |
|                                                      |                             | Thomas Farquhar, II baronetto | Walter Farquhar, I baronetto        |  |  |       |  |  |                                                     |  |  |                                                    |  |
|                                                      |                             | Thomas Farquhar, II baronetto | Walter Farquhar, I baronetto        |  |  |       |  |  |                                                     |  |  |                                                    |  |
|                                                      |                             | Thomas Farquhar, II baronetto | Anne Stevenson                      |  |  |       |  |  |                                                     |  |  |                                                    |  |
| Caroline Eliza Farquhar                              |                             | Thomas Farquhar, II baronetto |                                     |  |  |       |  |  |                                                     |  |  |                                                    |  |
|                                                      |                             | Sybella Martha Rockcliffe     | Morton Rockcliffe                   |  |  |       |  |  |                                                     |  |  |                                                    |  |
|                                                      |                             | Sybella Martha Rockcliffe     | Morton Rockcliffe                   |  |  |       |  |  |                                                     |  |  |                                                    |  |
|                                                      |                             | Sybella Martha Rockcliffe     | Martha Bennett                      |  |  |       |  |  |                                                     |  |  |                                                    |  |
|                                                      |                             | Sybella Martha Rockcliffe     |                                     |  |  |       |  |  |                                                     |  |  |                                                    |  |